# برونو فيرسافيل
برونو فيرسافيل (مواليد 27 أغسطس 1967) هو لاعب كرة قدم. يلعب مع منتخب بلجيكا لكرة القدم. سبق له أن لعب في كأس العالم لكرة القدم مع منتخب بلاده.

## روابط خارجية
- برونو فيرسافيل على موقع الاتحاد الأوربي (الإنجليزية)
- برونو فيرسافيل على موقع الاتحاد البلجيكي (الإنجليزية)
- برونو فيرسافيل على موقع قاعدة بيانات كرة القدم.إي يو (الإنجليزية)
- برونو فيرسافيل على موقع ناشيونال فوتبول تيمز (الإنجليزية)
- برونو فيرسافيل على موقع Soccerway.com (الإنجليزية)
- برونو فيرسافيل على موقع عالم كرة القدم.نت (الإنجليزية)